# Węgliniec Dworzec Mały
Węgliniec Dworzec Mały – zlikwidowana stacja kolejowa w Węglińcu, w województwie dolnośląskim, w Polsce. Otwarta w 1913, zamknięta w 1966, zlikwidowana w 1974 roku.